# Puerta Siete
Puerta Siete är en ort i Mexiko.   Den ligger i kommunen Álamo Temapache och delstaten Veracruz, i den sydöstra delen av landet, 220 km nordost om huvudstaden Mexico City. Puerta Siete ligger 31 meter över havet och antalet invånare är 590.
Terrängen runt Puerta Siete är huvudsakligen platt, men åt sydväst är den kuperad. Runt Puerta Siete är det ganska tätbefolkat, med 65 invånare per kvadratkilometer. Närmaste större samhälle är Temapache, 15,0 km norr om Puerta Siete. Trakten runt Puerta Siete består till största delen av jordbruksmark.